# 90-та гвардійська танкова дивізія (СРСР, II формування)
90-та гвардійська танкова Львівська ордена Леніна Червонопрапорна ордена Суворова дивізія (6 гв. МСД, в/ч 61150) — з'єднання Радянської армії чисельністю у дивізію, що існувало у 1957—1992 роках. Дивізія входила до складу Групи радянських військ у Німеччині (ГРВН), дислокованої у Німецькій Демократичній Республіці.
У 1992 році, під час розпаду СРСР, виведена зі Східної Німеччини до Самарської області.

## Історія
17 травня 1957 року у Бернау, Східна Німеччина, на основі 6-ї гвардійської механізованої дивізії створена 6-та гвардійська мотострілецька дивізія.
8 лютого 1985 року 6-та гвардійська мотострілецька дивізія реорганізована як танкова, і перейменована на 90-ту гвардійську танкову дивізію.
У 1992 році, під час розпаду СРСР, виведена зі Східної Німеччини до Самарської області.